# Bianca (TV-program)
Bianca är ett svenskt TV-program från 2022. Programmet hade premiär på Kanal 5 och Discovery+ den 14 oktober 2022. I programmet bjuder Bianca Ingrosso in svenska och internationella stjärnor till sin talkshow. Programmet vann Kristallen 2023 som "årets underhållningsprogram".
En andra säsong av programmet startade den 12 mars  2023. Tredje säsongen hade premiär den 1 oktober 2023. Den första säsongen bestod av 16 avsnitt medan de följande säsongerna bestod av 8 avsnitt vardera.

## Avsnitt
| Nr   | Gäster i programmet | Sändningsdatum   |
| ---- | --- | ---------------- |
| 1:1  | Magnus Uggla, Agnes Uggla, Evin Ahmad, Mauri Hermundsson och ADAAM.                                                                                       | 14 oktober 2022  |
| 1:2  | Amanda Schulman, Marcus Ericsson, Lasse Hallström och Hans Wahlgren.                                                                                      | 15 oktober 2022  |
| 1:3  | Carolina Gynning, Carina Berg, Erik Ekstrand och Katie Gregson-Macleod.                                                                                   | 21 oktober 2022  |
| 1:4  | David Sundin, Gizem Kling Erdogan, Dwayne Johnson, Elsa Ekman och Elin Ekman.                                                                             | 22 oktober 2022  |
| 1:5  | Danny Saucedo, Petra Mede, Sofia Kappel och Alawee. | 28 oktober 2022  |
| 1:6  | Pernilla Wahlgren, Marcus Berggren och Asabea Britton samt Christoffer Levi, Christian Nicolaisen och Siamak Hatami från Bachelor Sverige.                | 29 oktober 2022  |
| 1:7  | Edvin Ryding, Omar Rudberg, Malte Myrenberg Gårdinger, Tommy Wättring, Olof Lundh och Astrid S.                                                           | 4 november 2022  |
| 1:8  | Pär Lernström, Maja Dahlqvist, Frida Karlsson och Félice Jankell.                                                                                         | 5 november 2022  |
| 1:9  | Tommy Körberg, Amanda Romare, Penny Parnevik Murray, Douglas Murray och CKay.                                                                             | 11 november 2022 |
| 1:10 | Johanna Nordström, Edvin Törnblom, Vegard Harm och Erika Persson.                                                                                         | 12 november 2022 |
| 1:11 | Julia Lyskova, Fares Fares, Karl Fredrik Gustafsson, Loam och Estraden.                                                                                   | 18 november 2022 |
| 1:12 | Kristian Luuk, Nanna Blondell, Olivia Lobato och Camilla Hamid.                                                                                           | 19 november 2022 |
| 1:13 | Tove Lo, Sebastian Siemiatkowski, Henriette Steenstrup och Esther Lennstrand.                                                                             | 25 november 2022 |
| 1:14 | Anders "Ankan" Johansson, Erik "Jerka" Johansson, Helena Bergström och Molly Nutley.                                                                      | 26 november 2022 |
| 1:15 | Benjamin Ingrosso, Armand Duplantis, Desiré Inglander och Klara Almström.                                                                                 | 2 december 2022  |
| 1:16 | Fredrik Wikingsson, Daniela Rathana och Filippa Toremo.                                                                                                   | 3 december 2022  |
| 2:1  | Carola, Jonatan Unge, Kelly Gale, David F. Sandberg, Djimon Hounsou och Lucianoz.                                                                         | 12 mars 2023     |
| 2:2  | Johanna och Klara Söderberg från First Aid Kit, Henrik Nyblom, Magnus Betnér, Kristofer Hivju, Admira Thunderpussy och Imaa Queen från Drag Race Sverige. | 19 mars 2023     |
| 2:3  | Jennifer Aniston, Adam Sandler, Björn Ulvaeus, Kristin Kaspersen, Mimi Webb, Emil Persson och Björn Frantzén.                                             | 26 mars 2023     |
| 2:4  | Henrik Schyffert, Maria Montazami, Dr. Nicole LePera, Oscar Zia och Parham.                                                                               | 2 april 2023     |
| 2:5  | Jesper Tjäder, Camilla Läckberg, Gert Wingårdh och Seinabo Sey.                                                                                           | 9 april 2023     |
| 2:6  | Fredrik Skavlan, Keyyo, Tom Sjöstedt, Tracy Ghattas (Dr Tracy), Hooja.                                                                                    | 16 april 2023    |
| 2:7  | Pernilla Wahlgren, Sofia Wistam, Mikael Tornving, Alexander Abdallah, Amy Deasismont, Eah Jé och Thomas Stenström.                                        | 23 april 2023    |
| 2:8  | David Lagercrantz, Victor Leksell, Emil Beer, Rebecca Ejdemo och Hedda Stiernstedt.                                                                       | 30 april 2023    |
| 3:1  | Zećira Mušović, Linnéa Wikblad, Hanna Hellquist, Per Andersson, Tobias Rahim och Victor Leksell.                                                          | 1 oktober 2023   |
| 3:2  | Tyla, Truls Möregardh, Fricky, Anders Lundin och Marie Göranzon.                                                                                          | 8 oktober 2023   |
| 3:3  | Oliver Ingrosso, William Spetz, Peter Magnusson, Claes Malmberg, Thomas Ravelli och Sarah Klang.                                                          | 15 oktober 2023  |
| 3:4  | Jonas Gardell, Pär Lernström, Amie Bramme Sey, Darin, Isabel Adrian och Viagra Boys.                                                                      | 22 oktober 2023  |
| 3:5  | Jonna och Joakim Lundell, Anders Öfvergård, Carina Bergfeldt, Emil Johansson, Mwuana och Reyn.                                                            | 29 oktober 2023  |
| 3:6  | Edvin Törnblom, Alice Bah Kuhnke, Eva Röse och Petter Stordalen.                                                                                          | 5 november 2023  |
| 3:7  | UIf Kristersson, Peter Settman, Lars Lerin, Manoel Junior Marques, Charlotta Björck, Myra Granberg och B.Baby.                                            | 12 november 2023 |
| 3:8  | Marianne Mörck, Peter Stormare, William Nylander, Madison Beer och Molly Sandén.                                                                          | 19 november 2023 |